# Dan Alexe
Dan Alexe (Cochirleanca, 1961. szeptember 3. –) román nyelvész, újságíró, író, műfordító, és dokumentumfilmes. A dák-római folytonosság és a román protokronizmus ismert kritikusa. Jelenleg Belgiumban, Brüsszelben él.

## Élete
1988-ban elhagyta Romániát, miután a washingtoni "Agora" folyóiratban megjelentette a Rămăieni című színművét, amelynek témája a román protokronizmus kritikája volt. Ugyanebben az évben részt vett egy dokumentumfilm elkészítésében Belgiumban, amely elítélte Nicolae Ceaușescu rezsimjét. Szintén itt - Belgiumban - telepedett le, és szabadúszó újságíróként dolgozott a BBC-nél, a Szabad Európánál, majd a német WAZ csoport kiadványainál. 2002 és 2004 között Afganisztánban élt, ahol újságírói technikákat oktatott.

## Tanulmányai
A párizsi École des hautes études en sciences sociales-en szerzett mesterdiplomát.

## Munkássága
Nyelvész végzettséggel rendelkezik, folyékonyan beszéli és írja a főbb nyugat-európai nyelveket. Ezek mellett jól ismeri a perzsát (fárszit), az oroszt, valamint a szerb-horvátot és a macedónt. Tanulmányozta Afganisztán és Közép-Ázsia iráni nyelveit, valamint a kaukázusi nyelveket, különösen a grúzt, a csecsent és a dagesztáni nyelveket.

## Kritikusi tevékenysége
Lucian Boia mellett, Dan Alexe egyike azon kevés román kutatóknak, akik aktívan kritizálják a román protokronizmust, és a Romániában állami támogatást élvező Dák-római folytonosságot. Az évek során két könyve is megjelent a témában. Első ilyen munkája a 2015-ös Dacopatia și alte rătăciri românești (Dákopátia, és más román tévelygések). Ebben nyelvészeti megközelítésből igyekszik leszámolni a román nép körében elterjedt protokronista és áltudományos mítoszokkal. Másik fontos műve, a 2023-ban megjelent De-a dacii și romanii. O introducere în istoria limbii și etnogenezei românilor (A dákoktól és a rómaiaktól. Bevezetés a román nyelv és etnogenezis történetébe) leginkább nyelvészeti és régészeti érvekkel próbálja megcáfolni a dák-római folytonosság elméletét.

„Az az elképzelés, hogy a latin nyelvűek – proto-románok – évszázadokon keresztül visszavonultak a hegyekbe a népvándorlások idején, annyira abszurd, hogy elképesztő, hogy ilyen hosszú ideig elfogadták. Ahhoz, hogy egy kompakt lakosság évszázadokon át a hegyekben éljen, régészetileg igazolt településekkel, erődítményekkel és utakkal kellene rendelkeznünk. A Kárpátok gerincén hosszában nem lehet átkelni, más szóval, még ma sem lehetne délről északra menni a csúcsok mentén, a Brassótól Bukovináig, kivéve néhány rekordot dönteni vágyó hegymászót. Egy elszegényedett, évszázadok óta a hegyekbe menekült népesség gyorsan elveszítené nyelvi egységét, és ma különálló román nyelveken beszélő nemzetek lennének Fogaras és Máramaros között. Ezen kívül a Kárpátok keskeny völgyei régészetileg egyáltalán nem mutatják egy masszív lakosság korábbi jelenlétének nyomait. Ugyanúgy, ahogy a Kárpátok hegyeinek toponímiája és hidronímiája nem román, hanem nagyrészt szláv. A titokzatos ősök népessége, amely a "csend évezrede" (271–1241) alatt állítólag a hegyekben élt, míg a síkságot évszázadokon keresztül gótok, szlávok és kunok foglalták el, nem hagyott maga után semmilyen nyomot!”

– Dan Alexe, De-a dacii și romanii

Eredeti (román) nyelven:

„Explicația că latinofonii – proto-românii – se retrăgeau în munți vreme de secole în timpul «invaziilor» este de o absurditate atât de mare, încât e uluitor că a putut fi acceptată de-atâta timp. Pentru ca o populație compactă să trăiască secole în munți, ar trebui să avem așezări atestate arheologic, fortărețe și drumuri. Carpații nu pot fi străbătuți de-a lungul crestelor altfel zis, nici astăzi, cu excepția unor alpiniști puși pe record, nu s-ar putea merge de la sud la nord, de-a lungul piscurilor, din trecătoarea Brașovului spre Bucovina. O populație sărăcită, fugită în munți vreme de secole, și-ar pierde rapid unitatea lingvistică și am avea azi nații romanice distincte între Făgăraș și Maramureș. Apoi, îngustele văi ale Carpaților nu prezintă, arheologic, absolut deloc urmele unei ocupări vechi din partea unei populații masive. La fel cum toponimia și hidronimia munților Carpați nu sunt romanice, ci majoritar slave. Misterioasa populație a strămoșilor noștri care de-a lungul «mileniului de tăcere» (271–1241) e presupusă a fi trăit în munți, în vreme ce câmpia a fost ocupată secole la rând de goți, slavi și cumani, nu a lăsat nici o urmă!”

– Dan Alexe, De-a dacii și romanii

## Rendezői karrierje
Dokumentumfilmeket készített Csecsenföldön, Afganisztánban, Pakisztánban, Koszovóban és Közép-Ázsiában is. Ezekért számos díjjal jutalmazták. Rendezői tevékenysége mellett, hangmérnökként is dolgozott több mint 20 produkcióban.

## Művei

### Könyvei
- Géopolitique du Caucase (A Kaukázus geopolitikája), Hérodote, 1996
- Miros de roșcată amară și alte povestiri scandaloase, (Keserű vöröses illat és más botrányos történetek) Prefață: Radu Paraschivescu, Humanitas, București 2014, 220 de pagini ISBN 978-973-50-4343-8
- Dacopatia și alte rătăciri românești (Dákopátia, és más román tévelygések), Humanitas, București 2015, 356 de pagini, ISBN 978-973-50-4833-4; Ediția a doua revăzută și adăugită, Humanitas, București 2021, 516 pagini, ISBN 9789735072254
- În punctul lui rebbe G., Polirom, Iași 2016, 232 de pagini, ISBN 978-973-46-6241-8
- Pantere parfumate (Parfümözött párducok),  Polirom, Iași 2017, 304 pagini, ISBN 978-973-46-7114-4
- Babel. La început a fost Cuvântul (Bábel. Kezdetben volt a Szó), Humanitas, București 2022, 206 pagini, ISBN 978-973-50-7750-1
- De-a dacii și romanii. O introducere în istoria limbii și etnogenezei românilor (A dákoktól és a rómaiaktól. Bevezetés a román nyelv és etnogenezis történetébe), Humanitas, București 2023, 264 pagini, ISBN 978-973-50-8216-1

### Dokumentumfilmjei
- Ghazavat – Une promesse de guerre (Ghazavat - A háború ígérete) (1992)
- Les amoureux de Dieu / Howling for God (Üvöltés Istenért) (1998)
- Cabală în Kabul / Cabal in Kabul (Összeesküvés Kabulban) (2006)